# 다치카와 고타로
다치카와 고타로(일본어: 立川 小太郎, 1997년 1월 4일~)는 일본의 축구 선수이다.

## 구단 경력
그는 2019년 J3리그의 AC 나가노 파르세이루에 입단했다. 2021년부터 2023년까지 J1리그의 쇼난 벨마레에서 뛰었다. 2024년 J2리그의 이와키 FC로 이적했다. 2025년 FC 이마바리로 이적했다.